# Jordanische Universität für Wissenschaft und Technologie

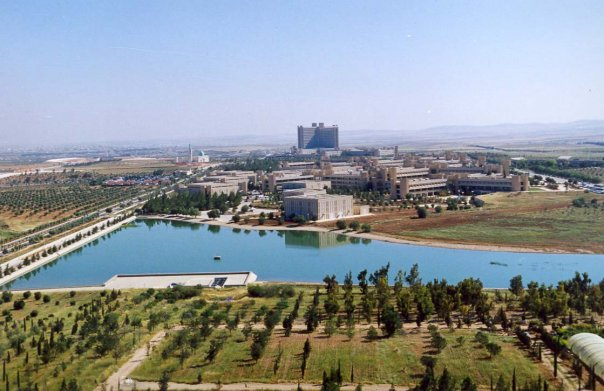
Blick auf das Universitätsgelände

Die Jordanische Universität für Wissenschaft und Technologie (arabisch جامعة العلوم والتكنولوجيا الأردنية, Jordan University of Science and Technology, abgekürzt JUST) ist eine staatliche Universität in Jordanien. Sie liegt in Ar Ramtha, einer Vorstadt von Irbid im Norden Jordaniens.
JUST wurde am 1. September 1986 als Ableger der Yarmuk-Universität gegründet, wobei aus fünf Fakultäten der Yarmuk-Universität (Medizin, Zahnmedizin, Pharmazie, Gesundheits- und Krankenpflege sowie Ingenieurwesen) eine neue Hochschule errichtet wurde. Später kamen zusätzliche Fakultäten hinzu.

## Fakultäten
Es gibt zwölf Fakultäten.
- Fakultät für Medizin
- Fakultät für Ingenieurwesen
- Fakultät für Zahnmedizin
- Fakultät für Pharmazie
- Fakultät für Informatik
- Fakultät für Medizinische Wissenschaften
- Fakultät für Gesundheits- und Krankenpflege
- Fakultät für Landwirtschaft
- Fakultät für Wissenschaft und Kunst
- Fakultät für Veterinärmedizin
- Fakultät für Architektur und Design
- Fakultät für Graduate Studies